# براد هاوسر
براد هاوسر (بالإنجليزية: Brad Houser)‏ هو عازف ساكسفون أمريكي، ولد في 7 سبتمبر 1960.